# Wunderwaffen (bande dessinée)
Wunderwaffen est une série de bande dessinée scénarisée par Nolane et dessinée par Maza, éditée par Soleil. La série est en cours depuis 2012. Un spin-off intitulé Wunderwaffen- Missions secrètes a vu son tome 1, Le U-boot fantôme, publié en septembre 2019.

## Synopsis
L'histoire est une uchronie se déroulant en 1946. Selon celle-ci, après la mort de Joukov en 1943 et la défaite alliée en Normandie en 1944, le Reich allemand domine à nouveau l’Europe grâce à une avancée technologique majeure dans le domaine de l'aviation et des missiles. Ces nouveaux engins sont nommés Wunderwaffen (armes miraculeuses). Alors que les bombardiers alliés sont abattus en nombre, l’Ahnenerbe installe dans le plus grand secret une base dans l'Antarctique.

## Albums
1. Le Pilote du Diable (2012)[1].
2. Aux portes de l'Enfer (2013)[2].
3. Les Damnés du Reich (2013)[3].
4. La Main gauche du Führer (2013)[4].
5. Disaster Day (2014)[5].
6. Le Spectre de l'Antarctique (2014)[6].
7. Amerika Bomber (2015)[7].
8. La Foudre de Thor (2015)[8].
9. Le Visiteur du soir (2016)[9].
10. La Nuit des armes miracles (2016)[10].
11. L'Ombre de Wewelsburg (2017)[11].
12. Les Pièges du temps (22 novembre 2017)[12].
13. Tokyo, Bomb A (20 juin 2018)[13].
14. Le Feu du ciel (14 novembre 2018)[14].
15. Opération Gomorrhe (20 juin 2019)[15].
16. Cette guerre est nôtre ! (20 novembre 2019)[16].
17. L'Antre de la cruauté (septembre 2020)[17].
18. Entre la vie et la mort (juin 2021).
19. La Colère des dieux (novembre 2021)
20. Ennemis de l'intérieur (juin 2022)
21. Starjet, danger immédiat (mai 2023)
22. Le Vol de l’oiseau-tonnerre (Novembre 2023)
23. Nouveaux Prédateurs (Juin 2024)